# Mariquita-de-barrete-preto
A mariquita-de-barrete-preto (Cardellina pusilla) é uma espécie de ave passeriforme da família Parulidae. De acordo com a classificação da UICN, esta espécie encontra-se em estado pouco preocupante.